# توبرکولواستاریک اسید
توبرکولواستاریک اسید (به انگلیسی: Tuberculostearic acid) با فرمول شیمیایی C۱۹H۳۸O۲ یک ترکیب شیمیایی با شناسه پاب‌کم ۶۵۰۳۷ است. که جرم مولی آن ۲۹۸٫۵۰ g/mol می‌باشد. 
این اسید چرب شاخه‌دار در غشای باکتری مایکوباکتریوم توبرکلوزیس که عامل بیماری سل می‌باشد به کار می‌رود